# Hyposoter erythrinus
Hyposoter erythrinus là một loài tò vò trong họ Ichneumonidae.